# Coreeni
Coreenii reprezintă unul dintre grupurile etnice principale din Asia Răsăriteană. Cei mai mulți coreeni locuiesc în Peninsula Coreea și vorbesc limba coreeană.
Nord coreenii se autonumesc Chosŏn-in (|조선인 sau 朝鮮人) ori Chosŏn saram (조선 사람), în timp ce sud coreenii își spun  
Hangugin (한국인 sau 韓國人) ori Hanguk saram (한국 사람).
Populația Coreei are un înalt grad de omogenitate atât din punct de vedere etnic cât și din punct de vedere lingvistic, în rândul lor trăind numai câteva minorități reduse ca număr precum ar fi  chinezii și japonezii.

## Cultura
Cele două Corei au o moștenire culturală comună, dar împărțirea politică apărută după anul 1945 au dus la anumite diferențe în dezvoltarea culturală a celor două țări.

## Limba
Limba poporului coreean este limba coreeană, care folosește hangul ca sistem de scriere. Sunt între 71 și 77 de milioane de vorbitori de limbă coreeană pe tot globul.

## Origini
Coreenii sunt descendenții popoarelor ce au migrat acum 13.000-7.000 de ani în urmă din Asia de Sud-Est și Siberia în peninsula Coreeană și sudul Manciuriei. Dovezile arheologice sugerează că ultimele populații ce au ajuns aici au fost în majoritate din sudul și centrul Siberiei. De asemenea au migrat și chinezi în Coreea unde s-au contopit cu populația locală. 
Susumu Ono, Ki-Moon Lee și Choong-Soon Kim susțin că populații proto-Dravidiene au migrat în Coreea și Japonia. 
Susumu Ono sugerează de asemenea și o migrație a populației austroneziene în peninsula Coreeană și arhipelagul japonez. 
Cel mai nou studiu din 2017 al Institutului Național de Știință și Tehnologie din Ulsan(UNIST) și echipe internaționale de cercetare din Regatul Unit, Rusia și Germania au concluzionat/relevat pe 2 februarie că structura genetică a coreenilor moderni este o combinație între tipurile specifice atât populațiilor din Asia de Nord-Est cât și din Asia de Sud-Est, de-a lungul a mii de ani și că strucuta genetică a coreenilor moderni este mai apropiată de cea a populațiilor din Asia de Sud și de Sud-Est decât de cea populațiilor din Asia de Nord cum s-a considerat la început.

## Coreenii din afara Coreei

### Coreenii din Statele Unite
Mai mult de 1 milion de etnici coreeni trăiesc în SUA, în special în zonele metropolitane. Puțini dintre ei sunt descendenții muncitorilor emigrați în Hawaii veniți aici la sfârșitul secolului al XIX-lea și la începutul celui de-al XX-lea. Un număr semnificativ îl reprezintă orfanii din timpul războiului din Coreea, în timpul căruia SUA a fost aliatul principal al Coreei de Sud. Mai multe mii au fost adoptați de familii de albi în anii care au urmat războiului. Cea mai mare parte a coreenilor americani sunt însă emiganți sau sunt descendenții acestor emigranți.
Cea mai mare comunitate de coreeni este în Los Angeles, California. Cartierul coreean din Los Angeles este un district vast, căruia i s-au recunoscut caracteristicile speciale de către primărie. Mai multe enclave coreene există în comunitățile Californiei de Sud, în special în Orange County. O altă comunitate semnificativă a coreenilor se află în New York City, care include și cartierul coreean din Manhattan, dar marea concentrare de coreeni se găsește în orășelul Queens.
Alte comunități mai mici pot fi găsite în Seattle, Washington, Houston, Texas, Bergen County, New Jersey și Cook County, Illinois. Mulți coreeni americani au prosperat din punct de vedere conomic și au părăsit enclavele etnice tradiționale, mutându-se în suburbii, dar biserici coreene și magazine cu specific coreean pot fi găsite în locațiile tradiționale, deservind comunitățile dispersate. Statele americane cu cea mai mare populație de origine coreeană sunt California, New York, Washington, Texas, Pennsylvania, New Jersey, Illinois și Virginia.

### Coreenii din fosta Uniune Sovietică
Vezi și: Transferul de populație în Uniunea Sovietică.
Aproximativ 450.000 de coreeni trăiesc în țările fostei Uniuni Sovietice, în special în noile state independente din Asia Centrală. În sudul Rusiei, (în regiunea Volgograd), în Caucaz și în sudul Ucrainei. Acești coreeni își au rădăcinile în comunitățile care au trăit în Orientul Îndepărtat Rus în secolul al XIX-lea, cunoascuți și ca Koryo Saram.
În 1937, Stalin a deportat aproximativ 200.000 de etnici coreeni în Kazahstan, și Uzbekistan, motivația principală fiind aceea că acești cetățeni s-ar fi putut deda la acte de spionaj în favoarea Japoniei.
Probabil ca urmare a acestor legături etnice, Coreea de Sud este al doilea partener comercial al Uzbekistanului (după Rusia) și unul dintre cei mai mari investitori străini din această țară central asiatică.
Mai există un grup de coreeni în insula rusească Sahalin, unde ei au fost colonizați de japonezi ca forță de muncă ieftină și unde au fost moșteniți de Uniunea Sovietică după ce insula a devenit teritoriu sovietic la sfârșitul celui de-al doilea război mondial.
Conform recensământului din 2002, Rusia avea o populație de 148.556 de coreeni, din care 75.835 bărbați și 72.721 femei. Arhivat în 9 ianuarie 2020, la Wayback Machine.

### Coreenii din China
Coreenii sunt unul dintre cele 56 de grupuri etnice recunoscute în mod oficial în Republica Populară Chineză și sunt considerați o "minoritate de prim rang".
În China trăiesc aproximativ 2 milioane de coreeni. Ei trăiesc în special în nord-estul Chinei, în special în Prefectura autonomă coreeană Yanbian din Provincia Jilin, unde, în conformitate cu datele din 1997, trăiau 854.000 de coreeni.

### Coreenii din Japonia
Coreenii care trăiesc în Japonia sunt numiți Zainichi Chosenjin (在日朝鮮人 pentru nord-coreeni, ori Zainichi Kankokujin 在日韓国人 pentru sud-coreeni) în limba japoneză și Jaeil Gyopo în limba coreeană (재일교포). În Japonia trăiesc aproximativ 529.000 de coreeni, ceea ce reprezintă 40,4% din populația străină a țării. Trei sferturi dintre coreenii trăitori în Japonia sunt născuți aici.

### Coreenii în alte țări
Comunități mari de coreeni mai pot fi întâlnite în Australia și Canada. Cea mai mare comunitate de coreeni din Europa poate fi întâlnită în Germania și în Anglia (Londra). Mai există comunități coreene în America Latină (Mexic, Argentina și Brazilia).